# Margherita Costa
Margherita Costa (Ferrara, vers el 1600–ídem, després del 1657) fou una poeta i cantatriu italiana.
Rivalitzava a Roma amb la famosa cantant anomenada la Checca, i tenien, tant l'una com l'altra, entusiastes partidaris; amb la seva disputa feren cèlebre aquella rivalitat que apassionava uns i altres. Més endavant se la troba en la cort de Ferran II de Mèdici. Fou tal la seva fama que el cardenal Mazzarino la cridà a París, al costat d'altres artistes per cantar Orfeu de Luigi Rossi, primera òpera cantada en aquella capital el 1647.
Publicà un volum de poesies titulat Il violino cioé Rime amorose, en què cada composició porta el nom d'un instrument musical. Se la coneixia generalment amb el nom de la Ferrarense.